# Spleen
Lo spleen è uno stato d'animo caratterizzato da una profonda malinconia,  insoddisfazione e noia. Il termine è stato reso popolare soprattutto dal poeta francese Charles Baudelaire, che lo descrive in diverse poesie.

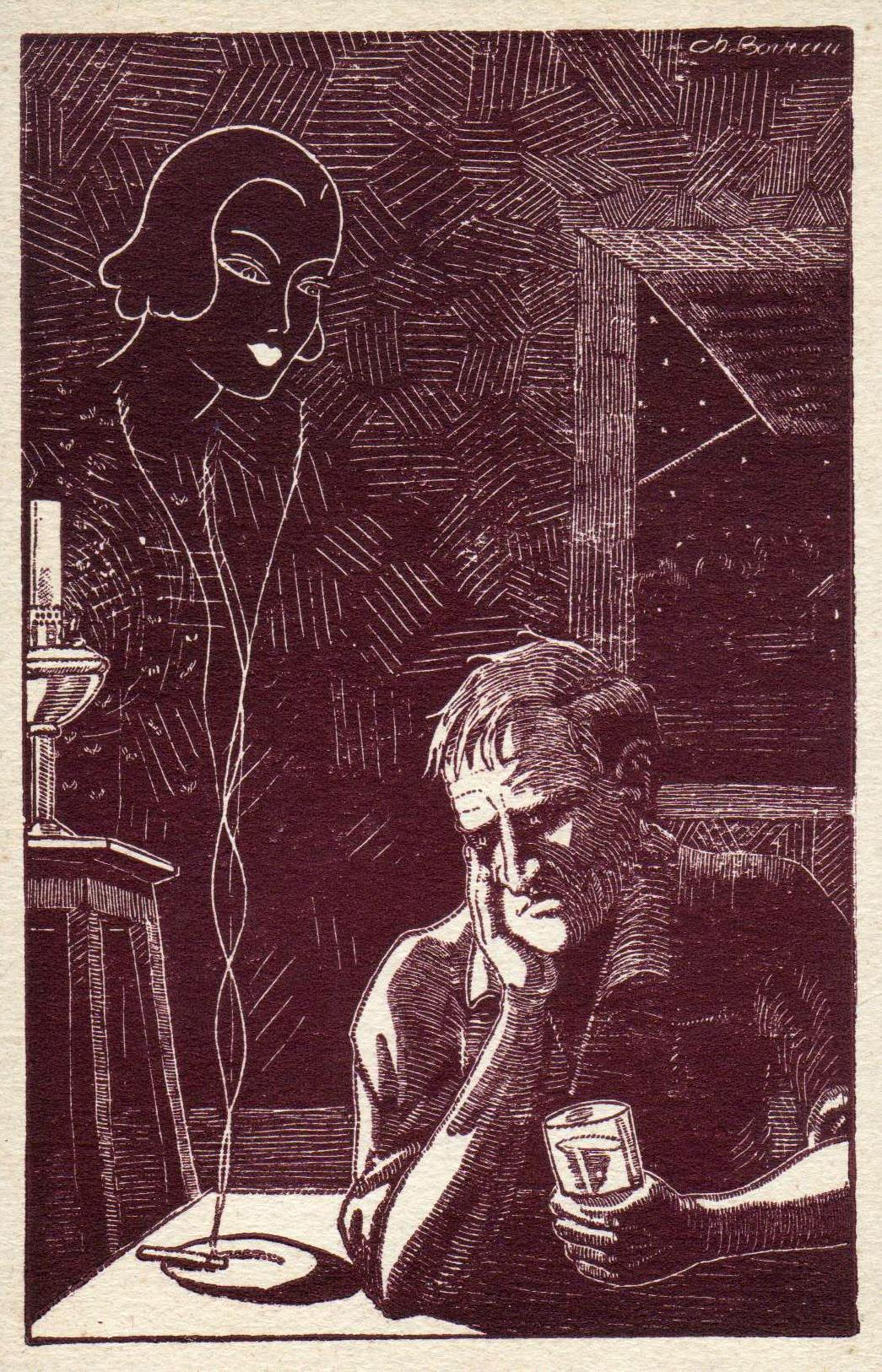
Lo spleen, di Ch. Boirau (1915)

## Origine e etimologia
Il termine inglese spleen significa "milza" e deriva dal greco σπλήν (splḕn), con il medesimo significato. In italiano esiste il vocabolo "splene", termine poco comune, usato in medicina, per indicare sempre la milza.
Il fatto che una sensazione di forte malinconia venga associata alla milza deriva dalla medicina greca degli umori, secondo cui la bile nera, prodotta dalla milza, porta ad uno stato di inquietudine, malessere esistenziale, noia e accidia. 
Questo concetto si ritrova anche nel Talmud, legato alla milza come organo del riso.
In Cina lo spleen è uno dei fondamenti del carattere e si pensa che influisca sull'umore.
In francese, spleen rappresenta la tristezza meditativa o la malinconia. Il termine venne reso famoso durante il decadentismo da Baudelaire, ma era utilizzato anche anteriormente, in particolare nella letteratura del Romanticismo.
La prima a parlare di spleen con senso di malinconia è l'autrice britannica Anne Finch, Contessa di Winchelsea, nella sua ode intitolata The Spleen (1709).

## Lo spleen decadente
Lo spleen decadente è una forma particolare di disagio esistenziale, ma rimandato alla natura sensibile del poeta nel suo complesso e alla sua incapacità di adeguamento al mondo reale. Lo spleen, a differenza del taedium vitae leopardiano, non produce riflessività sulla condizione umana, ma si esprime a livello artistico con la descrizione degli effetti opprimenti e terribili dell'angoscia esistenziale. Rappresenta uno stato di depressione cupa e angosciosa, da cui è impossibile sfuggire.

## Il ciclo degliSpleendi Baudelaire
Nella prima sezione dei Fiori del male di Charles Baudelaire sono presenti quattro componimenti intitolati Spleen; l'ultimo di tale breve ciclo è senza dubbio il più celebre. In esso, il poeta esprime un profondo stato di disperazione in quanto si sente estraneo a un mondo che lo rifiuta; conscio della propria incapacità di trasformarlo, assiste impotente al tramonto di ogni speranza e alla vittoria dell'angoscia, che diventa tragico emblema di tutto il suo essere. I termini e il tono della poesia conferiscono al sentimento analizzato la concretezza di un male che è anche fisico, oltre che psicologico. Della poesia rimangono impresse soprattutto le immagini di soffocante chiusura (analogia cielo-coperchio, speranza-pipistrello imprigionato), di umido (soffitto marcio-pioggia) e di incapacità di elevazione a causa dell'angoscia ("l'angoscia atroce, dispotica, pianta, nel mio cranio riverso, il suo vessillo nero), sensazioni che vengono accentuate dal ritmo cadenzato e cupo dei versi alessandrini che compongono il testo.
Sur l'esprit gémissant en proie aux longs ennuis,

Et que de l'horizon embrassant tout le cercle

Il nous verse un jour noir plus triste que les nuits;

Quand la terre est changée en un cachot humide,

Où l'Espérance, comme une chauve-souris,

S'en va battant les murs de son aile timide

Et se cognant la tête à des plafonds pourris;

Quand la pluie étalant ses immenses traînées

D'une vaste prison imite les barreaux,

Et qu'un peuple muet d'infâmes araignées

Vient tendre ses filets au fond de nos cerveaux,

Des cloches tout à coup sautent avec furie
Et lancent vers le ciel un affreux hurlement,

Ainsi que des esprits errants et sans patrie

Qui se mettent à geindre opiniâtrément.

- Et de longs corbillards, sans tambours ni musique,

Défilent lentement dans mon âme; l'Espoir,

Vaincu, pleure, et l'Angoisse atroce, despotique,

Sur mon crâne incliné plante son drapeau noir.»
schiaccia l'anima che geme nel suo tedio infinito, 

e in un unico cerchio stringendo l'orizzonte

fa del giorno una tristezza più nera della notte; 

quando la terra si muta in umida cella segreta

dove la Speranza, come un pipistrello,

sbatte le timide ali contro i muri 

e picchia la testa sul soffitto marcio; 

quando le linee immense della pioggia

imitano le inferriate d'una vasta prigione

e, muto, un popolo di ragni ripugnanti

dentro i nostri cervelli tende le sue reti, 

furiose a un tratto esplodono campane
 
e un urlo tremendo lanciano verso il cielo,

che fa pensare al gemere ostinato

di anime senza pace ne dimora

- Senza tamburi, senza musica, sfilano funerali

a lungo, lentamente, nel mio cuore: la Speranza,

Vinta, piange, e l'Angoscia atroce, dispotica,

pianta, nel mio cranio riverso, il suo vessillo nero.»